# The Dark Ride
The Dark Ride – studyjny album zespołu Helloween wydany w roku 2000. Single z albumu to If I Could Fly oraz Mr.Torture.

## Lista utworów
| Nr  | Tytuł utworu                                               | Długość |
| --- | ---------------------------------------------------------- | ------- |
| 1.  | „Beyond the Portal (Intro)” (Deris)                        | 0:45    |
| 2.  | „Mr. Torture” (Kusch)                                      | 3:28    |
| 3.  | „All Over The Nations” (Weikath)                           | 4:55    |
| 4.  | „Escalation666” (Grapow)                                   | 4:24    |
| 5.  | „Mirror Mirror” (Deris)                                    | 3:55    |
| 6.  | „If I Could Fly” (Deris)                                   | 4:09    |
| 7.  | „Salvation” (Weikath)                                      | 5:43    |
| 8.  | „The Departed/The Sun Is Going Down” (Kusch)               | 4:37    |
| 9.  | „I Live for Your Pain” (Deris)                             | 3:59    |
| 10. | „We Damn the Night” (Deris)                                | 4:07    |
| 11. | „Immortal” (Deris)                                         | 4:04    |
| 12. | „The Dark Ride” (Grapow)                                   | 8:52    |
| 13. | „Madness of the Crowds” (bonus na japońskim wydaniu płyty) |         |
|     |                                                            | 52:58   |